# Manteca, California
Manteca là một thành phố ở Hạt San Joaquin, California. Ước tính dân số năm 2015 ở đây của cục Tổng điều tra dân số Hoa Kỳ là 75.448.

## Địa lý
Theo Cục Thống Kê Dân số Hoa Kỳ, thành phố có tổng diện tích là 17,8 dặm vuông (46 km2), 99,87% diện tích của nó là đất và 0,13% diện tích của nó nước.
Các thị trấn lân cận bao gồm Lathrop, Ripon, Escalon và Tracy. Manteca nằm giữa các thành phố lớn hơn là Modesto và Stockton.

### Khí hậu
Theo hệ thống phân loại khí hậu Köppen, Manteca có khí hậu Địa Trung Hải ấm áp vào mùa hè, viết tắt là "Csa" trên bản đồ khí hậu.

## Dân số

### 2010
Cuộc Điều tra Dân số Hoa Kỳ năm 2010  đã báo cáo rằng Manteca có dân số khoảng 67.096 người. Mật độ dân số là 3.778,5 người trên một dặm vuông (1.458,9 / km²). Tỷ lệ chủng tộc của Manteca là 49,6% người da trắng, 9,8% người Mỹ gốc Phi, 1,1% người Mỹ bản địa, 12,1% người châu Á, 0,6% người Thái Bình Dương, 11,4% từ các chủng tộc khác và 7,2% từ hai hoặc nhiều chủng tộc. Tây Ban Nha hoặc La tinh của bất kỳ chủng tộc nào chiếm 43,7%. Cục tổng điều tra đã báo cáo rằng 66.601 người (99,3% dân số) sống trong các hộ gia đình, 150 (0,2%) sống trong các khu nhóm không được thể chế hóa, và 345 (0,5%) được thể chế hóa.
Có 21.618 hộ gia đình, trong đó có 9.681 hộ (44,8%) có con dưới 18 tuổi sống chung với gia đình, 11,973 (55,4%) là cặp vợ chồng kết hôn với nhau, 3,009 (13,9%) là phụ nữ độc thân, 1.590 (7,4%) là đàn ông độc thân. 3.902 hộ gia đình (18,0%) được tạo thành từ các cá nhân và 1,542 (7,1%) có người sống một mình từ 65 tuổi trở lên. Quy mô hộ trung bình là 3,08. Có 16.572 hộ gia đình (76,7% số hộ); kích thước trung bình của một hộ gia đình là 3,48.
19.432 người (29,0% dân số) dưới 18 tuổi, 6,569 người (9,8%) tuổi từ 18 đến 24 tuổi, 18,075 người (26,9%) tuổi từ 25 đến 44 tuổi, 16,367 người (24,4%) tuổi từ 45 đến 64 tuổi, và 6,653 người (9,9%) từ 65 tuổi trở lên. Độ tuổi trung bình là 33,6 tuổi. Cứ 100 nữ giới thì có 96,8 nam giới. Cứ 100 nữ giới từ 18 tuổi trở lên thì có 93,6 nam giới.
Có 23.132 đơn vị nhà ở với mật độ trung bình 1.302,7 mỗi nhà ở trên một dặm vuông (503.0 / km²), trong đó 13.521 (62.5%) là nhà ở có chủ sở hữu sinh sống, và 8.097 (37.5%) là nhà ở cho thuê. Tỷ lệ trống của nhà ở có chủ sở hữu là 2,7%; tỷ lệ trống cho thuê là 6,5%. 41.225 người (61,4% dân số) sống trong các đơn vị nhà ở do chủ sở hữu sinh sống và 25,376 người (37,8%) sống trong các đơn vị nhà ở cho thuê.

### 2000
Theo điều tra dân số năm 2000, Manteca có 49.258 người, 16.368 hộ gia đình và 12.488 hộ gia đình sống trong thành phố. Mật độ dân số là 1.195,4 người / km² (3.095,8 / dặm vuông). Có 16.937 đơn vị nhà ở với mật độ trung bình 411,0 nhà / km² (1.064,5 / dặm vuông). Tỷ lệ chủng tộc của thành phố là 74,17% người da trắng, 2,85% người Mỹ gốc Phi, 1,31% người Mỹ bản xứ, 3,52% người châu Á, 0,36% người Thái Bình Dương, 11,56% từ các chủng tộc khác và 6,23% từ hai hoặc nhiều chủng tộc. 25,10% dân số là người gốc Tây Ban Nha hoặc La tinh của bất kỳ chủng tộc nào.
Có 16.368 hộ, trong đó 43,3% có trẻ em dưới 18 tuổi sống chung với gia đình, 57,2% là các cặp vợ chồng chung sống với nhau, 13,0% là phụ nữ độc thân, và 23,7% không phải là gia đình. 18,6% hộ gia đình được tạo thành từ các cá nhân và 7,1% có người sống một mình từ 65 tuổi trở lên. Quy mô hộ trung bình là 2,98 và quy mô gia đình trung bình là 3,39.
31,6% dân số dưới 18 tuổi, 8,8% từ 18 đến 24 tuổi, 30,5% từ 25 đến 44 tuổi, 19,8% từ 45 đến 64 tuổi, và 9,3% người từ 65 tuổi trở lên. Độ tuổi trung bình là 32 tuổi. Cứ 100 nữ giới thì có 96,3 nam giới. Cứ 100 nữ từ 18 tuổi trở lên, có 92,9 nam giới.
Thu nhập trung bình của hộ gia đình là $ 46,677 và thu nhập gia đình trung bình là $ 51,587. Nam giới có thu nhập trung bình $ 43,283 so với $ 27,772 đối với nữ. Thu nhập bình quân đầu người của thành phố là 18.241 đô la. 9,7% dân số và 7,2% gia đình ở dưới mức nghèo khổ. 10,7% những người dưới 18 tuổi và 6,4% những người từ 65 tuổi trở lên sống dưới mức nghèo khổ.